# Charles Uzzell-Edwards
Charles Uzzell-Edwards (ur. 1968) – walijski muzyk elektroniczny związany z gatunkiem ambient. Znany jest z łączenia elektronicznego brzmienia z elementami muzyki konkretnej. Charles Uzzell-Edwards nagrywa muzykę solowo oraz współpracuje z innymi znanymi muzykami gatunku ambient, jak między innymi Pete Namlook, Uwe Schmidt, Tetsu Inoue.

## Dyskografia
- A New Consciousness (1994)
- Octopus (1995)
- Octopus 2 (1996)
- Supergroup (1997)